# Ilan Pappé
Ilan Pappé (hebreu: אילן פפl)  (Haifa, 7 de novembre de 1954) és un historiador i socialista expatriat israelià. És professor de la facultat de Ciències Socials i Estudis Internacionals de la Universitat d'Exeter, a Anglaterra, director del Centre Europeu d'Estudis sobre Palestina de la mateixa universitat i codirector del Centre d'Estudis Etnopolítics d'Exeter.

## Trajectòria
Abans va ser professor titular de Ciències Polítiques a la Universitat de Haifa (1984–2007) i president de l'Institut Emil Touma d'Estudis Palestins i Israelians (2000–2008). És autor de Ten Myths About Israel (2017), The Ethnic Cleansing of Palestine (2006), The Modern Middle East (2005), A History of Modern Palestine: One Land, Two Peoples (2003) i Britain and the Arab-Israeli Conflict (1988). També va ser un membre destacat del partit polític Hadaix i en va ser candidat a les eleccions legislatives de 1996 i 1999 a la Kenésset.
Pappé és un dels nous historiadors israelians que, des de la publicació dels documents pertinents del govern britànic i israelià a principis dels anys 1980, ha ofert una visió poc ortodoxa de la creació de l'Estat d'Israel el 1948, i el conseqüent «èxode» de 700.000 palestins. Ha escrit que les expulsions no es van decidir ad hoc, com han argumentat altres historiadors, sinó que van constituir una neteja ètnica, d'acord amb el Pla Dalet, elaborat el 1947 per dirigents sionistes arran de la resolució de la ONU l'any 1947 de crear dos estats separats, un de jueu i un altre àrab, al territori de Palestina. En una entrevista del 2004, Pappé va afirmar que «l'objectiu sempre ha estat, i segueix essent, tenir el màxim de Palestina possible amb el menor nombre de palestins possible». Acusa la creació d'Israel de la manca de pau a l'Orient Mitjà, argumentant que el sionisme és més perillós que la militància islàmica, i ha demanat un boicot internacional als acadèmics israelians.
Pappé dona suport a la solució d'un sol estat, que preveu un estat unitari per a palestins i israelians. Abans de marxar d'Israel el 2008 va rebre diverses amenaces de mort.